# ІФК Гренгесберг
ІФК Гренгесберг (швед. IFK GrängesbergBK) — шведський спортивний клуб з однойменного міста. Засновниками клубу є Густав Ліндберг, Джонатан Ліндберг, Карл Бенгтссон.

## Історія
Заснований в квітні 1905 року.
За всі роки футбол був найпопулярнішим видом спорту за кількістю активних членів. Кращим досягненням чоловічої команди є виступи у другому шведському дивізіоні в 1932—1934 і 1936—1939 роках. В останні роки вони курсують між третім і четвертим дивізіонами.
Також в клубі займалися лижними гонками, велоспортом, легкою атлетикою, хокеєм, бенді, гандболом, спортивним орієнтуванням, плаванням і волейболом.
Найвідомішою представницею клубу є Маргіт Нордін, яка стала першою жінкою, яка пройшла васалоппет. Також досить відомий футболіст Арвід Терн, який представляв Швецію на ЧС-1934.
Нині налічується близько 1000 членів клубу.